# Vladimir Rodić
Vladimir Rodić (szerbül: Владимир Родић; Belgrád, 1993. szeptember 7. –) szerb születésű montenegrói válogatott labdarúgó, a svéd Hammarby középpályása.

## Pályafutása

### Klubcsapatban
2012 és 2015 között a Rad labdarúgója volt, közben kölcsönben szerepelt a Palić, a BASK, majd a Srem Jakovo csapatában. 2015–16-ban a svéd Malmö FF játékosa volt és 2016-ban bajnoki címet szerzett az együttessel. 2016–17-ben a török Karabükspor csapatában szerepelt, de 2017-ben kölcsönben korábbi csapata a Rad játékosa volt. 2017–18-ban a dán Randers, majd 2018-ban a Silkeborg labdarúgója volt. 2018 óta a svéd Hammarby csapatában szerepel.

### A válogatottban
2015–16-ban öt alkalommal szerepelt a montenegrói válogatottban.

## Sikerei, díjai
Malmö
- Svéd bajnok (1): 2016